# Jean-Marie Laclavetine

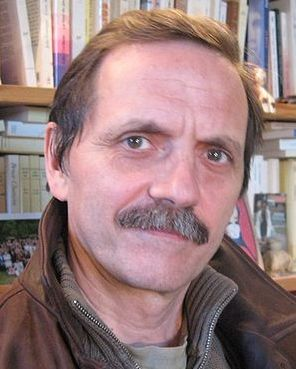
Jean-Marie Laclavetine (2009)

Jean-Marie Laclavetine (* 17. Februar 1954 in Bordeaux) ist ein französischer Lektor, Schriftsteller und Übersetzer. Er übersetzt aus dem Italienischen ins Französische.

## Leben
Jean-Marie Laclavetine wurde 1954 in der südfranzösischen Stadt Bordeaux geboren. Im Alter von sechsundzwanzig Jahren veröffentlichte er seinen ersten Roman, Les Emmurés, für den er den Prix Fénéon erhielt. Seit 1989 gehört er dem Lektorat des Verlages Gallimard an. Er übersetzte Bücher der italienischen Autoren Alberto Savinio, Giuseppe Antonio Borgese, Leonardo Sciascia, Vitaliano Brancati und Alberto Moravia ins Französische. Laclavetine lebt in Tours.

## Werke
- Les emmurés, Gallimard, 1981 (Prix Fénéon)
- La Maison des absences, Gallimard, 1984
- Donnafugata, Gallimard, 1987 (Prix Valery Larbaud)
- Conciliabule avec la reine, Gallimard, 1989
- En douceur, Gallimard, 1991 (Prix François Mauriac)
- Rabelais, essay, Éditions Christian Pirot, 1992 and 2000
- Gens d'à côté, Éditions Christian Pirot, 1992 (Award for the Best Book of Région Centre)
- Richard Texier, mon cousin de Lascaux, Éditions du Cygne, 1993
- Le Rouge et le Blanc, Gallimard, 1994
  - Rot und weiss (Erzählungen). Übers. von Astrid Wintersberger, Salzburg und Wien: Residenz-Verlag, 1994, ISBN 978-3-7017-1013-3.
- Demain la veille, Gallimard, 1997
- Port-Paradis with Philippe Chauvet, Gallimard, 1997
- Richard Texier - Les Dieux de la nuit, Le Temps qu'il fait, 1998
- Écriverons et liserons, dialogue en vingt lettres with Jean Lahougue, Champ Vallon, 1998
- Première ligne, Gallimard, 1999 (Prix Goncourt des lycéens)
- Brenne secrète, Maison du Parc régional de la Brenne, 2000
- Le pouvoir des fleurs, Gallimard, 2002
- La Loire, Mille kilomètres de bonheur, National Geographic, 2002
- Trains de vie, Gallimard, 2003
- Matins bleus, Gallimard, 2004
- Petite éloge du présent, Folio, 2007
- Nous voilà, Gallimard, 2009 (Prix du Roman historique des Rendez-vous de l'histoire de Blois)[1]